# Lorenz Hart
Lorenz Hart, född 2 maj 1895 i New York i New York, död 22 november 1943 i New York i New York, var en amerikansk sångtextförfattare. Han samarbetade främst med kompositören Richard Rodgers.

## Sånger i urval
| - A Ship Without a Sail - Bewitched, Bothered and Bewildered - Blue Moon - Blue Room - Dancing on the Ceiling - Falling in Love with Love - Glad to Be Unhappy - Have You Met Miss Jones? - He Was Too Good to Me - I Could Write a Book - I Didn't Know What Time It Was - I Wish I Were in Love Again - I'll Tell the Man in the Street - I've Got Five Dollars - Isn't It Romantic? - It Never Entered My Mind - It's Easy to Remember (and So Hard to Forget) - Johnny One Note - Little Girl Blue | - Lover - Manhattan - Mountain Greenery - My Funny Valentine - My Heart Stood Still - My Romance - Sing for Your Supper - Spring Is Here - Ten Cents a Dance - The Lady Is a Tramp - The Most Beautiful Girl in the World - There's a Small Hotel - This Can't Be Love - Thou Swell - To Keep My Love Alive - Where or When - With a Song in My Heart - You Took Advantage of Me |